# Pobeda (distrikt i Bulgarien, Jambol)
Pobeda (bulgariska: Победа) är ett distrikt i Bulgarien.   Det ligger i kommunen obsjtina Tundzja och regionen Jambol, i den östra delen av landet, 270 km öster om huvudstaden Sofia.
Trakten runt Pobeda består till största delen av jordbruksmark. Runt Pobeda är det ganska glesbefolkat, med 24 invånare per kvadratkilometer.